# Vilém II., vévoda z Apulie
Vilém II. (1095 – červenec 1127) byl v letech 1111 až 1127 vévoda z Apulie a Kalábrie. Byl synem a následníkem Rogera Borsa. Jeho matka, Adéla Flanderská, byla dříve dánskou královnou a on tak byl nevlastním bratrem Karla Dobrého.
V roce 1111 se stal po svém otci vévodou, ačkoli Adéla sloužila jako regentka, dokud Vilém nedosáhl plnoletosti. Stejně jako jeho otec byl naprosto neschopný spravovat své italské majetky. Nevyhnul se konfliktu se synem svého prastrýce Rogerem II. Sicilským. V roce 1121 osobně zasáhl papež Kalixt II. a mezi válčícími bratranci uzavřel mír.
V roce 1114 se Vilém oženil s dcerou hraběte Roberta z Carazza, ale manželství zůstalo bezdětné. Zemřel bez legitimních potomků v červenci 1127.
Podle Fragmentární troiské kroniky, Vilém v roce 1116 odcestoval do hlavního města Byzantské říše, ale to je nepravděpodobné.
Podle datované historiografie byl Vilém považován za bezvýznamného panovníka, jeho současníci ho respektovali, jeho baroni a poddaní si ho oblíbili a velebili ho za jeho válečné schopnosti.